# Fermí Vergés
Fermí Vergés Vergés (Palafrugell, 1908 – Barcelona, 1986) fue un periodista y político de español. Comenzó publicando sus artículos en la prensa local (fue uno de los fundadores del semanario Ara) y llegó a dirigir en Barcelona el diario La Humanitat, órgano oficial de Izquierda Republicana de Cataluña.
En el campo de la política cabe destacar su condición de miembro fundador del Consejo Nacional de Cataluña (en catalán: Consell Nacional de Catalunya), entidad que agrupó el catalanismo del exilio durante la dictadura franquista. Sus archivos fueron depositados en el Archivo Nacional de Cataluña, excepto una veintena de artículos sobre su ciudad natal que donó a la misma.